# چندوجهی واترمن
در هندسه ، چندوجهی واترمن (به انگلیسی: Waterman polyhedron) خانواده ای از چندوجهی ها است که در حدود سال ١٩٩٠ توسط ریاضیدان استیو واترمن کشف شد. چند وجهی واترمن با بسته بندی کره ها بر اساس شبکه کریستالی هگزاگونال فشرده (fcc) یا (CPP) ایجاد می شود سپس کره هایی را که دورتر از یک شعاع مشخص هستند، از بین می برد، سپس پوش محدب مراکز کره ایجاد می شود.

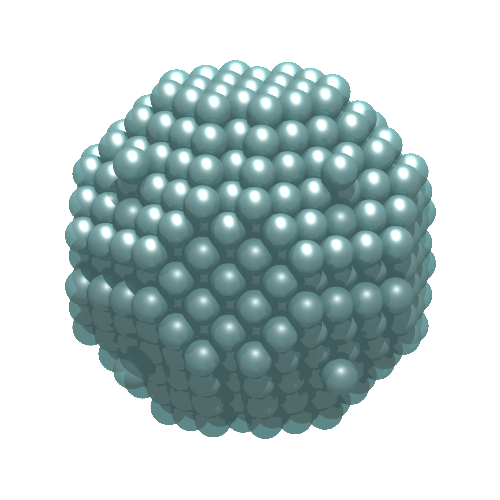
شبکه کریستالی هگزاگونال فشرده كره ها با  شعاع √24
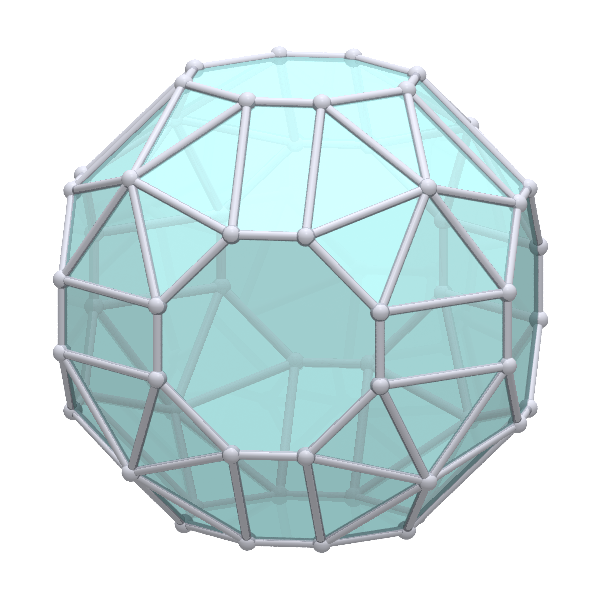
مربوط به چند وجهی واترمن W24 منشأ ١

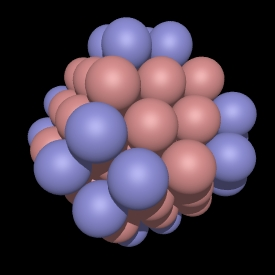
واترمن/fcc خوشه کروی W5

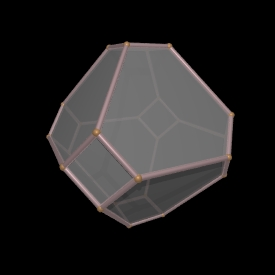
واترمن/fcc چندوجهی تعمیم خوشه کروی w5

چند وجهی واترمن خانواده وسیعی از چند وجهی را تشکیل می دهد. بعضی از آنها دارای چندین ویژگی مانند تقارن های متعدد یا چندوجهی‌های متحدالشکل هستند. برخی دیگر فقط مجموعه ای از وجوه هستند که از چند ضلعی های محدب غیر متحدالشکل  تشکیل شده اند.
معروف ترین چند وجهی های واترمن آنهایی هستند که دارای مراکز در نقطه (0،0،0) هستند و از صدها چند ضلعی ساخته شده اند. چنین چند وجهی ها شبیه کره ها هستند. در حقیقت ، هرچه وجوه چندوجهی واترمن بیشتر باشد ، از نظر حجم و مساحت کل به کره محیطی آن نزدیکتر است.
با هر نقطه از فضای سه بعدی می توانیم خانواده ای از چند وجهی واترمن را با مقادیر مختلف شعاع کره های محدود شده به دست آوریم. بنابراین ، از نظر ریاضی می توانیم چند وجهی واترمن را به عنوان فضاهای 4 بعدی (W (x ، y ، z ، r در نظر بگیریم ، که x ، y ، z مختصات یک نقطه در فضلی سه بعدی بوده ، و r یک عدد مثبت بزرگتر از ١ است.

## هفت منشأ شبکه کریستالی هگزاگونال فشرده
می تواند هفت منشأ در CCP تعریف شود،  که {… ، ٣ ، ٢ ، ١}=n باشد:
- منشأ ١: offset 0,0,0, radius sqrt(2n)
- منشأ ٢: offset 1/2,1/2,0, radius sqrt(2+4n)/2
- منشأ ٣: offset 1/3,1/3,2/3, radius sqrt(6(n+1))/3
- منشأ ٣*: offset 1/3,1/3,1/3, radius sqrt(3+6n)/3
- منشأ ٤: offset 1/2,1/2,1/2, radius sqrt(3+8(n-1))/2
- منشأ ٥: offset 0,0,1/2, radius sqrt(1+4n)/2
- منشأ ٦: offset 1,0,0, radius sqrt(1+2(n-1))

بسته به منشأ از بین بردن کره ها ، شکل متفاوت و چند وجهی حاصل از آن بدست می آید.

## ارتباط بااجسام افلاطونیوارشمیدسی
برخی از چندوجهی های واترمن اجسام افلاطونی و ارشمیدسی را ایجاد می کنند. برای این مقایسه چند وجهی واترمن آنها نرمال می شوند ، به عنوان مثال حجم و اندازه W2 O1 متفاوت از W1 O6 است ، اما شکل هر دو یک هشت وجهی است.

### اجسام افلاطونی
- چهاروجهی: W1 O3*, W2 O3*, W1 O3, W1 O4
- هشت‌وجهی: W2 O1, W1 O6
- مکعب: W2 O6
- هیچ چندوجهی واترمنی به شکل دوازده‌وجهی یا بیست‌وجهی نیست.

### اجسام ارشمیدسی
- مکعب‌هشت‌وجهی: W1 O1, W4 O1
- هشت‌وجهی بریده‌شده: W10 O1
- چهاروجهی بریده‌شده: W4 O3, W2 O4
- هیچ جسم واترمن متناظر با سایر اجسام ارشمیدسی وجود ندارد.

W7 O1 ممکن است به عنوان یک مکعب‌هشت‌وجهی بریده‌شده اشتباه گرفته شود ، همچنین W3 O1 = W12 O1 ممکن است با یک لوزمکعب‌هشت‌وجهی اشتباه گرفته می شود ، اما آن دسته های چند وجهی واترمن دارای دو نوع طول ضلع هستند و بنابراین به عنوان اجسام ارشمیدسی محسوب نمی‌شوند.